# Montblanc Meisterstück 149
Der Meisterstück 149 ist ein Kolben-Füllfederhalter des Herstellers Montblanc. Aufgrund seiner Größe und Form wird er auch „die Zigarre“ genannt oder in Abgrenzung zu den kleineren Modellen „der 149er“.

## Geschichte

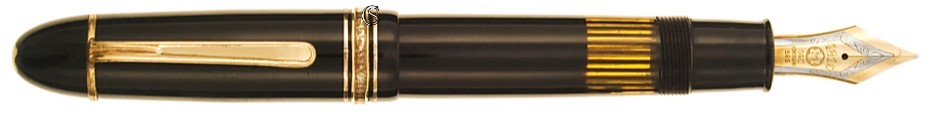
Ein Exemplar von 1952

Die Zeppelinform des Schreibgeräts war schon in den 1920er Jahren beliebt, auch bei Montblanc, 1924 wurde die Meisterstück-Produktlinie eingeführt. Nahezu unverändert wird das Schreibgerät jedoch erst seit 1952 gefertigt und gilt seitdem als Klassiker im gehobenen Segment. Die Nummer 149 folgt der damaligen Nomenklatur des Herstellers: Die erste Ziffer „1“ steht für die höchste Produktlinie, die „4“ als zweite steht für Kolbenfüller und die „9“ als dritte bezeichnet die Federgröße. Der Füller ist in verschiedenen Federgrößen erhältlich.
Bis in die 1980er Jahre war das Schreibgerät aus Zelluloid, anschließend wurde auf einen Harzkunststoff gewechselt, der widerstandsfähiger ist. Versionen aus Metall (Stahl, Silber oder Gold) sind oder waren auch erhältlich.
Berühmte Nutzer eines 149ers waren oder sind u. a. John F. Kennedy,  Iris Murdoch, Barack Obama und Johnny Depp.